# Yrrah
Yrrah (* 7. November 1932 in Apeldoorn; † 2. März 1996 in Amsterdam; bürgerlich Harry Lammertink) war ein niederländischer Cartoonist.

## Leben
Yrrah wuchs als Harry Lammertink in Apeldoorn auf und zog 1951 nach Amsterdam. Er arbeitete als Zeichner und kurze Zeit später profilierte er sich als Cartoonist nach amerikanischem Vorbild. Zu Beginn seines Schaffens war er für die Zeitung Het Parool tätig.
Yrrah zeichnete üblicherweise die Schattenseiten der Menschheit; Siechtum, Tod und Verderben waren bei ihm zentrale Themen. Womöglich waren sie die Folge seiner schwachen Gesundheit, mit der er seit seiner Kindheit zu kämpfen hatte. Er verspürte starke Abneigung gegenüber Religion und Faschismus, war aber geradezu besessen von Frauen. Eine seiner Zeichnungen beschäftigte gar die Römisch-Katholische Partei der Niederlande (Rooms Katholieke Partij Nederland) in der Zweiten Kammer der Generalstaaten (1976). Die Zeichnung zeigte eine schwangere Nonne, die vor einer Christusstatue davonlief.

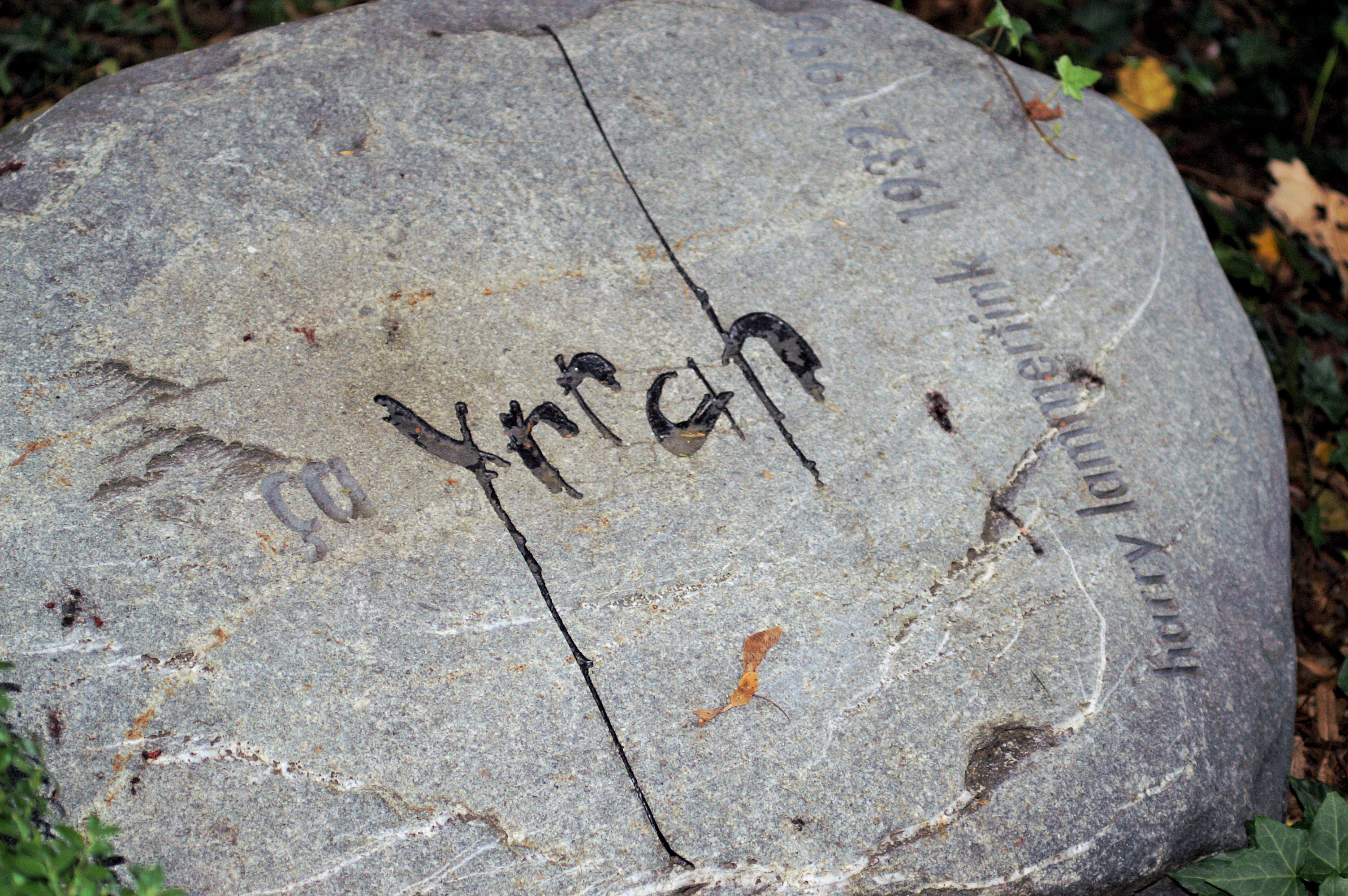
Grabmal des Cartoonisten Harry Lammertink auf dem Friedhof Zorgvlied

Seine Cartoons kennzeichnen eine scharfe Pointe und eine Perspektive mit stets niedrigem Blickwinkel. Yrrah produzierte manchmal mehr als 50 Zeichnungen im Monat, hatte aber oft die Befürchtung eines Tages keine neuen Ideen mehr zu haben.
Yrrah publizierte u. a. in den Zeitungen Het Parool und Vrij Nederland sowie in Zeitschriften wie Humo, Stern, Playboy und Esquire. 1983 wurde sein Buch der bösen Bilder vom Fischer-Verlag herausgegeben. 2002 fand eine Ausstellung mit seinen Werken in der Kunsthal Rotterdam statt. Im gleichen Jahr erschien unter dem Titel Zwart Bloed eine Zusammenfassung seines Lebens und Schaffens, herausgegeben von De Harmonie.
Yrrahs letzte Ruhestätte liegt auf dem Amsterdamer Friedhof Zorgvlied. Er hinterließ über 7000 Zeichnungen.

## Werke
- Yrrahtioneel; Amsterdam 1958
- Dies Yrrah; Amsterdam 1959
- Yrrah Kiri; Amsterdam 1964
- Cartoons; Amsterdam 1971
- Yrrah's irre Welt; Frankfurt/Main 1961
- Yrrah avslöjar hemlivets hemska hemligheter; Stockholm, 1961
- Yrrah berättar om var unferbara värld; Stockholm 1962
- Yrrah; Amsterdam 1973
- Das Buch Der Bösen Bilder, Cartoons; Fischer; Frankfurt/Main 1978
- Shockproof; Amsterdam 1978
- 55/80; Amsterdam 1980
- Inkt; Querido's Uitgeverij; Amsterdam 1983
- Deadline; Querido's Uitgeverij; Amsterdam 1988
- Zwart Bloed; De Harmonie; Amsterdam 2002

| Personendaten    | Personendaten                            |
| ---------------- | ---------------------------------------- |
| NAME             | Yrrah                                    |
| ALTERNATIVNAMEN  | Lammertink, Harry (wirklicher Name)      |
| KURZBESCHREIBUNG | niederländischer Zeichner und Cartoonist |
| GEBURTSDATUM     | 7. November 1932                         |
| GEBURTSORT       | Apeldoorn                                |
| STERBEDATUM      | 2. März 1996                             |
| STERBEORT        | Amsterdam                                |